# Aquilonastra rosea
Aquilonastra rosea är en sjöstjärneart som först beskrevs av Hubert Lyman Clark 1938.  Aquilonastra rosea ingår i släktet Aquilonastra och familjen Asterinidae. Inga underarter finns listade i Catalogue of Life.